# Čermná (okres Trutnov)
Čermná (německy Tschermna) je obec v okrese Trutnov v Královéhradeckém kraji. Leží zhruba deset kilometrů západně od Trutnova. Vesnice je rozložena v údolí na východě Krkonošského podhůří, podél potoka Čermná. Žije zde 417 obyvatel.

## Historie
První písemná zmínka o obci pochází z roku 1362.

## Obyvatelstvo
| Rok            | 1869  | 1880  | 1890  | 1900  | 1910  | 1921  | 1930  | 1950 | 1961 | 1970 | 1980 | 1991 | 2001 | 2011 | 2021 |
| -------------- | ----- | ----- | ----- | ----- | ----- | ----- | ----- | ---- | ---- | ---- | ---- | ---- | ---- | ---- | ---- |
| Počet obyvatel | 1 108 | 1 100 | 1 080 | 1 089 | 1 119 | 1 001 | 1 038 | 632  | 580  | 453  | 414  | 357  | 370  | 376  | 397  |
| Počet domů     | 173   | 183   | 184   | 191   | 183   | 185   | 193   | 172  | 135  | 119  | 109  | 112  | 122  | 138  | 144  |

## Obecní symboly
Znak a vlajka byly obci uděleny rozhodnutím předsedy Poslanecké sněmovny Parlamentu České republiky dne 17. dubna 2009.

## Pamětihodnosti
- Kostel svatého Václava
- Stodola u čp. 89
- Venkovský dům čp. 92